# Tiệt quyền đạo
Tiệt quyền đạo (截拳道, tên Anh hoá: Jeet Kune Do) là một môn võ thuật chiến đấu chú trọng đến hiệu quả và thực tế, được sáng lập bởi Lý Tiểu Long.